# WeatherTech Raceway Laguna Seca
WeatherTech Raceway Laguna Seca (wcześniej Laguna Seca Raceway oraz Mazda Raceway Laguna Seca) – tor wyścigowy w Monterey w Kalifornii w Stanach Zjednoczonych. Jego długość wynosi 3602 m. Tor ma 11 zakrętów.
Najważniejsza impreza rozgrywana dotychczas na tym torze to Motocyklowe Mistrzostwa Świata w klasie MotoGP. Zawody te nazywane są Grand Prix Stanów Zjednoczonych.

## Zwycięzcy Grand Prix USA podczas Motocyklowych MŚ
| Rok  | Data             | 125 cm³           | 250 cm³         | 500 cm³/MotoGP  |
| ---- | ---------------- | ----------------- | --------------- | --------------- |
| 2010 | 25 lipca 2010    |                   |                 | Jorge Lorenzo   |
| 2009 | 5 lipca 2009     |                   |                 | Daniel Pedrosa  |
| 2008 | 20 lipca 2008    |                   |                 | Valentino Rossi |
| 2007 | 22 lipca 2007    |                   |                 | Casey Stoner    |
| 2006 | 23 lipca 2006    |                   |                 | Nicky Hayden    |
| 2005 | 10 czerwca 2005  |                   |                 | Nicky Hayden    |
| 1994 | 11 września 1994 | Takeshi Tsujimura | Doriano Romboni | Luca Cadalora   |
| 1993 | 12 września 1993 | Dirk Raudies      | Loris Capirossi | John Kocinski   |
| 1991 | 21 kwietnia 1991 |                   | Luca Cadalora   | Wayne Rainey    |
| 1990 | 8 kwietnia 1990  |                   | John Kocinski   | Wayne Rainey    |
| 1989 | 16 kwietnia 1989 |                   | John Kocinski   | Wayne Rainey    |
| 1988 | 10 kwietnia 1988 |                   | Jim Filice      | Eddie Lawson    |